# 迪默凱尼鄉
47°54′N 26°33′E / 47.900°N 26.550°E
迪默凱尼鄉（羅馬尼亞語：Comuna Dimăcheni, Botoșani），是羅馬尼亞的鄉份，位於該國東北部，由博托沙尼縣負責管轄，面積38平方公里，海拔高度113米，2007年人口1,452，人口密度每平方公里38人。